# José René Vilatte
José René Vilatte (24 de janeiro de 1854, Paris, Segundo Império Francês - 8 de julho de 1929, Versalhes, Terceira República Francesa), ou simplesmente René Vilatte, também conhecido como Mar Timotheus I, foi um clérigo católico franco-americano. Ele foi, por sua vez, pastor presbiteriano, padre anglicano, padre ortodoxo russo, metropolita siríaco-ortodoxo, bem como arcebispo e primaz católico independente.
Vilatte foi membro de todas as três principais denominações do Cristianismo: Catolicismo (Romano e Independente), Protestantismo (Presbiteriano, Anglicano e Anglo-Católico) e Ortodoxia (Calcedônia e Oriental). Ele foi membro de várias Igrejas: Igreja Católica Romana, Igreja Presbiteriana nos Estados Unidos da América, Igreja Episcopal Protestante nos Estados Unidos, Igreja Ortodoxa Russa, Igreja Ortodoxa Siríaca, bem como chefe da Velha Igreja Católica nos Estados Unidos e da Igreja Católica Americana.
Vilatte foi em um ponto consagrado como bispo pelos bispos da Igreja Malankara, com o conhecimento e permissão do Patriarca Ortodoxo Siríaco de Antioquia. Depois de ser expulso de várias denominações, ele foi considerado um exemplo de um episcopus vagans, ou "bispo errante".
É mais conhecido pela sua atividade como fundador de comunidades eclesiais (não reconhecidas pelas Igrejas) e por ter ordenado bispo, sem autorização, várias pessoas, tanto em França como na América do Norte.
Em 23 de junho de 1925, o La Croix relatou que Vilatte fez um voto solene de abjuração nas mãos do Arcebispo Bonaventura Cerretti, Núncio Apostólico na França, em Paris, em 1º de junho de 1925; e publicou seu texto de abjuração. Uma semana depois, os jornais anunciaram que Vilatte, com um criado americano, estava hospedado na Abadia Cisterciense de Sainte Marie du Pont-Colbert, em Versalhes.
Ele se retirou para o mosteiro em 6 de junho de 1925, onde não lhe foi permitido celebrar missa nem ser reconhecido como bispo. Ele morava em uma pequena casa adjacente ao convento, mas com entrada própria na rua. De acordo com a prática católica estabelecida, ele era tratado como se nunca tivesse sido ordenado; portanto, sua única satisfação, na opinião de Appolis, era se vestir como clérigo. Ao fazer isso, a Igreja não afirmou que suas ordens não eram válidas; apenas se recusou a discutir o assunto. Ele usava uma batina simples "sem nenhuma insígnia episcopal" e "por educação, ele era chamado de 'Monsenhor', de acordo com Anson, e pelo resto de sua vida ele "levou uma vida tranquila e isolada em uma casa de campo dentro do terreno do mosteiro, servido por seu criado".
Segundo Appolis, Vilatte esperava que lhe fosse permitido celebrar a missa na época do seu jubileu episcopal. Ele morreu de insuficiência cardíaca e foi enterrado no cemitério de Versalhes, sem vestes episcopais e com uma missa de réquiem celebrada por um leigo. "Pouco depois do funeral, tanto o seu criado americano como os seus documentos privados desapareceram." 

## Obras ou publicações
A maioria das obras de Vilatte não são facilmente acessíveis. Com base em buscas no WorldCat, algumas são apenas um único acervo em uma biblioteca.
- Catéchisme Catholique (em francês). Filadélfia: Bryson. 1886. OCLC 62778210;
- A sketch of the belief of the Old Catholics (pamphlet). Dyckesville, Wisconsin: [Monastery of the Precious Blood]. 1890. OCLC 770702161;
- Documents proving the validity of the Episcopal Consecration of S. Renatus, Archbishop Vilatte (pamphlet). Londres: Hunt, Barnard. 1901. OCLC 774559251;
- An Encyclical to All Bishops Claiming To Be of the Apostolic Succession (pamphlet). [s.l.]: [s.n.] (published 2009). 1893. OCLC 10986188.